# 橙色鼠尾草
橙色鼠尾草（学名：Salvia aerea）是唇形科鼠尾草属的植物，是中国的特有植物。分布于中国大陆的贵州、云南、东北、四川等地，生长于海拔2,550米至3,300米的地区，多生于草地、林内、灌丛中及山坡上，目前已由人工引种栽培。

## 别名
马蹄叶红仙茅（云南丽江、兰坪）